# Herb gminy Kampinos
Herb gminy Kampinos – symbol gminy Kampinos.

## Wygląd i symbolika
Herb przedstawia na tarczy w polu czerwonym srebrną lilię heraldyczną ze złotym pierścieniem, a całość zwieńczona klejnotem herbowym (hełm z koroną szlachecką). Jest to historyczny herb miasta Kampinos i nawiązuje do dzierżawców miasta, Jasieńskich herbu Gozdawa.